# Laura Felber
Pour les articles homonymes, voir Felber.
Laura Felber, née le 17 août 2001 à Genève, est une footballeuse internationale suisse. Elle évolue au poste de défenseure centrale au Servette FCCF.

## Biographie
Laura Felber naît le 17 août 2001 à Genève. Elle commence le football à cinq ans au FC Compesières,. À côté du football, elle fait un bachelor en sport à l'université de Lausanne.

### En club
Elle rejoint le Servette FCCF à la création du club en 2017.

### En équipe nationale
Elle fête sa première sélection le 6 septembre 2022 contre la Moldavie,. Elle est sélectionnée pour la coupe du monde 2023 en Australie et en Nouvelle-Zélande et doit repousser ses examens pour y prendre part.

### Articles de presse
- Rebecca Garcia, « Laura Felber, la personnalité derrière le mur », Tribune de Genève,‎ 19 juillet 2023 (lire en ligne , consulté le 23 juillet 2023)
- Florian Paccaud, « Laura Felber: «Ce serait incroyable de gagner cette Coupe avec Servette» », Le Matin,‎ 29 avril 2023 (lire en ligne, consulté le 23 juillet 2023)